# Словарь французского языка (Литтре)
Словарь французского языка (фр. Dictionnaire de la langue française, коротко Литтре (фр. Littré) — словарь французского языка, составленный лексикографом и философом Эмилем Литтре и опубликованный в 1863—1872 годах издательством Ашетт.

## История

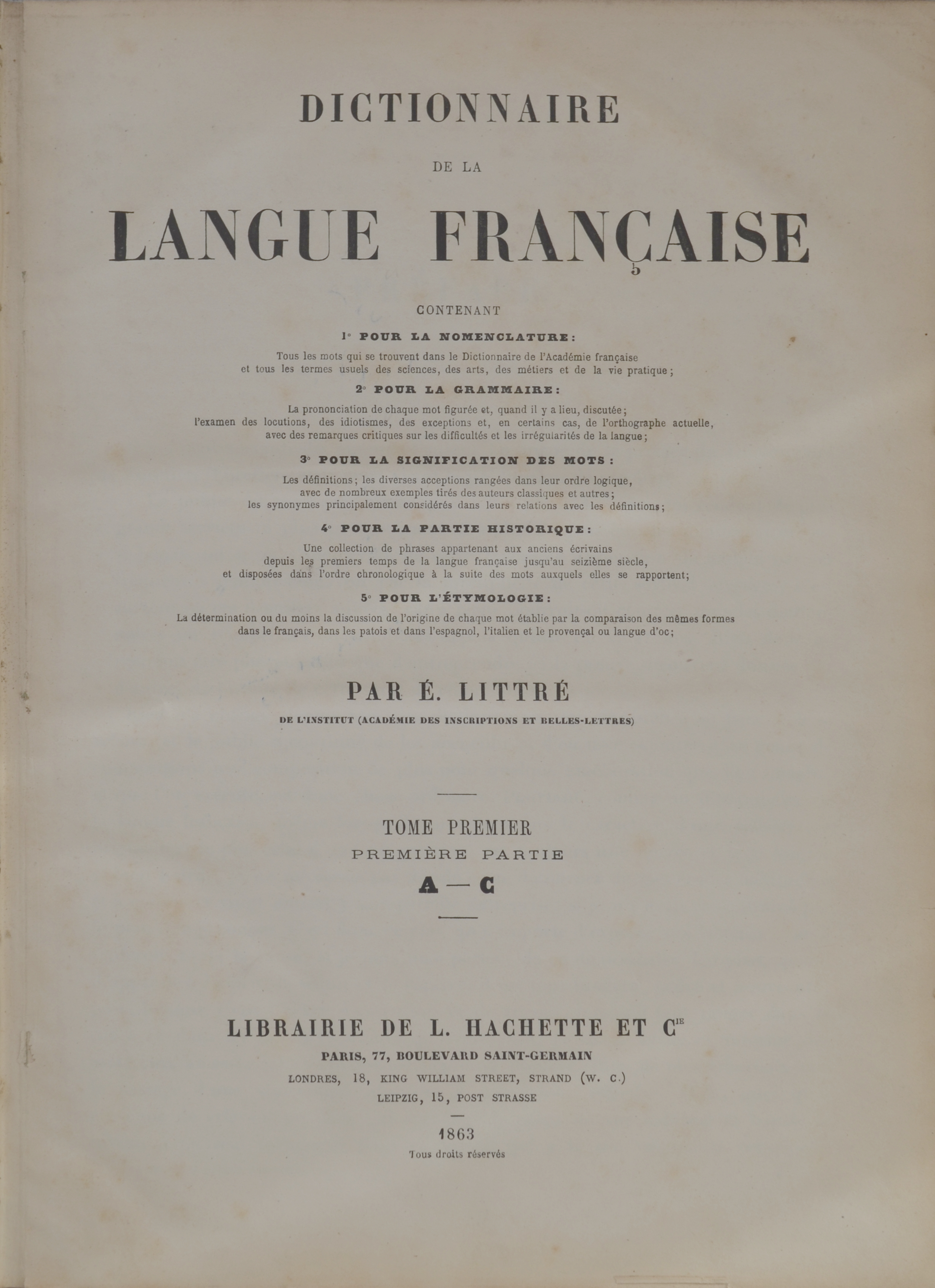
Первое издание словаря Литтре (1863)

Французский лексикограф и философ Эмиль Литтре начал составлять свой словарь еще в 1841 году как этимологический словарь. В 1846 году замысел Литтре расширился, и теперь речь шла про этимологический, исторический и грамматический словарь французского языка. Издатель Ашетт подобрал образованных волонтеров, которые на отдельных карточках подбирали необходимые для Литтре примеры словоупотребления. Литтре намеревался создать как можно более полный словарь французского языка, поэтому к списку всех слов последнего издания «Словаря Французской Академии» (фр. Dictionnaire de l'Académie Française, 1835) он добавил лексику XVII и XVIII веков, а также технические термины, неологизмы, просторечные и разговорные слова. Таким образом в последней редакции словарь Литтре насчитывал более 80 000 словарных статей и был крупнейшим словарем своего времени.
Новой была и сама структура словаря, упорядоченного одновременно по логическому и историческому принципу. В каждой словарной статье давалась этимология слова (по состоянию тогдашних знаний или домыслена самым Литтре, который не имел филологического образования)), семантическая разница приведенных синонимов, грамматические замечания по поводу употребления, а также многочисленные цитаты из литературы. Такие особенности словаря Литтре способствовали тому, что словарь получил очень высокую репутацию и до сих пор считается «одним из величайших монументов, сооруженных в честь живого языка».
Впервые словарь был опубликован издательством «Ашетт» в 1863—1872 годах, в 1873—1877 годах появилось второе издание. Он состоит из четырех томов и приложения с неологизмами и пропущенными словами.
Сокращенная версия словаря известная под названием «Малый Литтре» («Petit Littré»).